# Maro minutus
De Maro minutus (tên tiếng Anh: kleinste dwergspin) là một loài nhện trong họ Linyphiidae.
Loài này thuộc chi Maro. De kleinste dwergspin được Octavius Pickard-Cambridge miêu tả năm 1906.